# 김윤겸 (축구 선수)
김윤겸(한국 한자: 金潤兼, 2004년 2월 17일 ~ )은 대한민국의 축구 선수로, 포지션은 공격형 미드필더이다. 현재 K리그1 FC 서울 소속이다.